# Orlando Cabrera

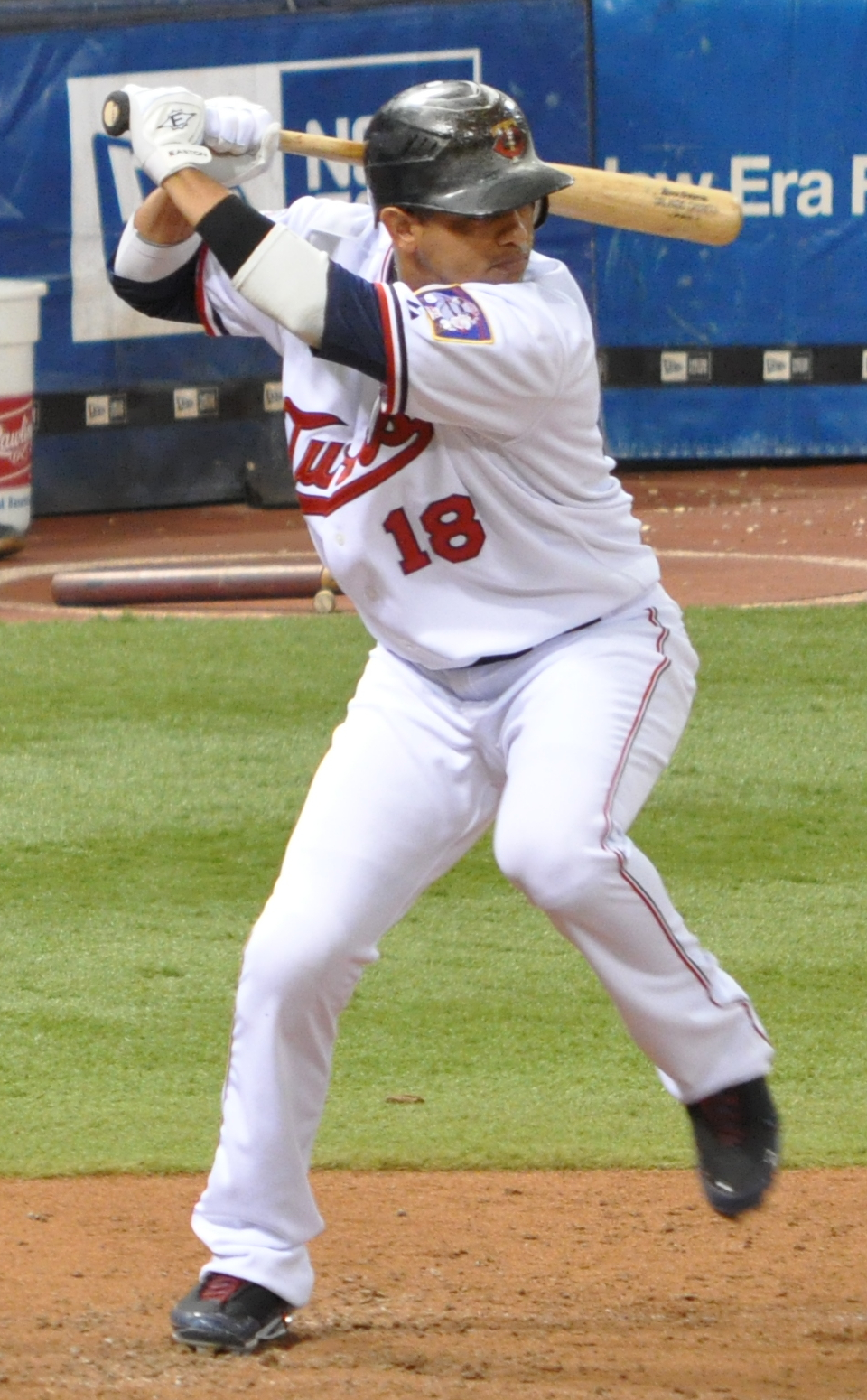
Cabrera jugando con los Mellizos de Minnesota.

Orlando Luis Cabrera Ramírez (Cartagena de Indias, 2 de noviembre de 1974) es un exbeisbolista colombiano que actuó como shortstop en las Grandes Ligas de Béisbol. Bateaba y lanzaba con la mano derecha. Estuvo por 15 años en las Grandes Ligas.
Fue ganador de la Serie Mundial en 2004 jugando para los Boston Red Sox, ayudando a ese equipo a ganar su primera serie mundial en 86 años. Cabrera fue ganador del Guante de Oro de la Liga Nacional en 2001 mientras jugaba con los Montreal Expos, y de la Liga Americana en 2007 haciendo parte de la rotación de los Angelinos de Los Ángeles, donde superó en la escogencia a Derek Jeter ganador del año anterior.
Cabrera es el hermano menor de Jolbert Cabrera, también exjugador de Grandes Ligas.

## Primeros pasos

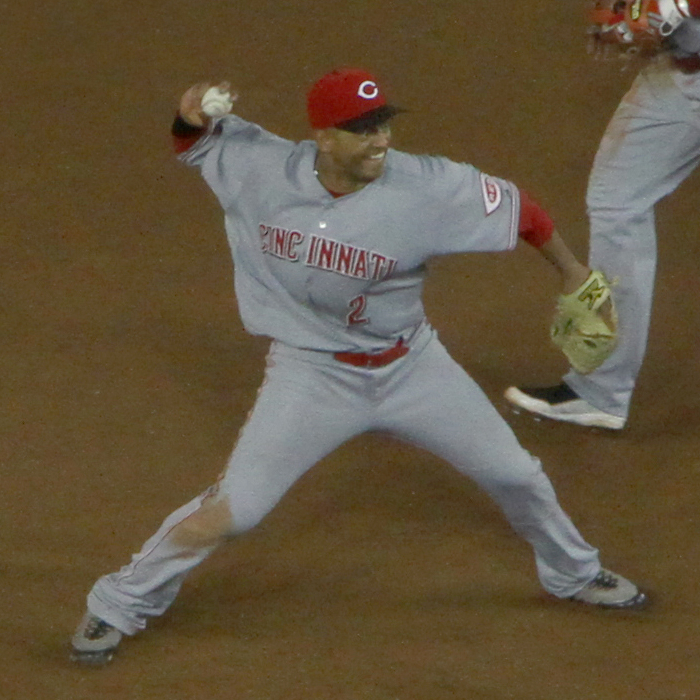
Cabrera en acción con los Rojos de Cincinnati.

Iniciando su carrera en su niñez y emulando los pasos de su hermano formó parte de diversas novenas juveniles en Cartagena. Fue campeón suramericano con el equipo de la Universidad de Cartagena, en el que se desempeñó como primer bateador y segunda base. Luego fue traspasado a Barakat, alcanzando la primera categoría del béisbol nacional. Años más tarde firmó con el equipo de Los Expos de Montreal.
En 1998 jugó en la Liga Venezolana de Béisbol Profesional como importado vistiendo la camiseta de los Tigres de Aragua.

## Carrera en la MLB

### Expos de Montreal
Cabrera debutó en las Grandes Ligas un 3 de septiembre de 1997 con los Expos de Montreal equipo que lo había firmado, en esa temporada actuó en 16 juegos.
Con la novena canadiense Cabrera actuó en 904 juegos por ocho años y ganó un Guante de Oro en el 2001. A mediados del 2004 fue traspasado a los Medias Rojas de Boston en un triple cambio que incluyó también a jugadores de los Cachorros de Chicago y Mellizos de Minnesota.

### Medias Rojas de Boston
Con los bostonianos jugó solamente esa temporada en 58 juegos en la temporada regular con un promedio al bate de .294 convirtiéndose en una pieza fundamental para ganar la Serie Mundial ante Cardenales de San Luis con lo que conseguirían romper la "Maldición del Bambino".

### Los Angeles Angels de Anaheim
Con el equipo angelino Cabrera firma como agente libre por cuatro años y $32 Millones de dólares, logra ganar su segundo guante de oro en el 2007 además de destacarse a la ofensiva con un promedio al bate de .301, actúa en esos tres años en 449 juegos.
En su primer año logra llegar a la Serie de Campeonato de la Liga Americana pero son derrotados en cinco juegos por los Medias Blancas de Chicago.
En el 2007 llegan a la Serie Divisional pero son derrotados en tres juegos por los Medias Rojas de Boston.

### Medias Blancas de Chicago
Llega a la "Ciudad de los Vientos" Chicago en un traspaso que envío al lanzador Jon Garland a Los Ángeles.
Solo estuvo esa temporada actuando en 161 juegos con un promedio al bate de .281.
En postemporada fueron eliminados en la Serie Divisional en cuatro juegos por los Rays de Tampa Bay.

### Atléticos de Oakland
Con Oakland actúa en 101 juegos pero es traspasado el 31 de julio de 2009 a Mellizos de Minnesota por el lanzador Tyler Ladendorf.

### Mellizos de Minnesota
Con Minnesota actúa en 59 juegos, llegan a la postemporada pero son barridos en la Serie Divisional por los Yankees de Nueva York en tres juegos.

### Rojos de Cincinnati
Con Cincinnati actúa en 123 juegos con un promedio al bate de .263, llegan a la postemporada pero son barridos por los Phillies de Philadelphia en tres juegos en la Serie Divisional.

### Indios de Cleveland
Con Cleveland actúa en 91 juegos, es traspasado a los Gigantes de San Francisco el 30 de julio por el pelotero Thomas Neal.

### Gigantes de San Francisco
Con el equipo de la bahía actúa en 39 juegos lo que sería su último equipo en Las Mayores a los 36 años de edad.

### Retiro
Si bien tenía ofertas de equipos para continuar su carrera, el 18 de enero de 2012 Orlando anuncia su retiro comentando lo siguiente "llegó la hora de dejar de jugar, ya mi cuerpo no está dando lo que le pido, y mi familia también me necesita”.

## Números usados en las Grandes Ligas
- 2 Montreal Expos (1997-1998)
- 18 Montreal Expos (1999-2004)
- 36 Boston Red Sox (2004)
- 44 Boston Red Sox (2004)
- 18 Angels of Anaheim(2005-2007)
- 18 Chicago White Sox (2008)
- 18 Oakland Athletics (2009)
- 18 Minnesota Twins (2009)
- 2 Cincinnati Reds (2010)
- 20 Cleveland Indians (2011)
- 43 San Francisco Giants (2011)
- 6 San Francisco Giants (2011)

## Premios
- Serie Mundial: (1) 2004
- Guante de Oro: (2) 2001 (Liga Nacional), 2007 (Liga Americana)

## Estadísticas de bateo en Grandes Ligas
Durante quince años jugó en nueve equipos en ambas ligas.
| Año   | Equipo               | Liga | Juegos | VB   | C   | Hits | HR  | CI  | BA   | BR  |
| ----- | -------------------- | ---- | ------ | ---- | --- | ---- | --- | --- | ---- | --- |
| 1997  | Montreal Expos       | NL   | 16     | 18   | 4   | 4    | 0   | 2   | .222 | 1   |
| 1998  | Montreal Expos       | NL   | 79     | 261  | 44  | 73   | 3   | 22  | .280 | 6   |
| 1999  | Montreal Expos       | NL   | 104    | 382  | 48  | 97   | 8   | 39  | .254 | 2   |
| 2000  | Montreal Expos       | NL   | 125    | 422  | 47  | 100  | 13  | 55  | .237 | 4   |
| 2001  | Montreal Expos       | NL   | 162    | 626  | 64  | 173  | 14  | 96  | .276 | 19  |
| 2002  | Montreal Expos       | NL   | 153    | 563  | 64  | 148  | 7   | 56  | .263 | 25  |
| 2003  | Montreal Expos       | NL   | 162    | 626  | 95  | 186  | 17  | 80  | .297 | 24  |
| 2004  | Montreal Expos       | NL   | 103    | 390  | 41  | 96   | 4   | 31  | .246 | 12  |
| 2004  | Boston Red Sox       | AL   | 58     | 228  | 33  | 67   | 6   | 31  | .294 | 4   |
| 2005  | Angels of Anaheim    | AL   | 141    | 540  | 70  | 139  | 8   | 57  | .257 | 21  |
| 2006  | Angels of Anaheim    | AL   | 153    | 607  | 95  | 171  | 9   | 72  | .282 | 27  |
| 2007  | Angels of Anaheim    | AL   | 155    | 638  | 101 | 192  | 8   | 86  | .301 | 20  |
| 2008  | Chicago White Sox    | AL   | 161    | 661  | 93  | 186  | 8   | 57  | .281 | 19  |
| 2009  | Oakland Athletics    | AL   | 101    | 414  | 41  | 116  | 4   | 41  | .280 | 11  |
| 2009  | Minnesota Twins      | AL   | 59     | 242  | 42  | 70   | 5   | 36  | .289 | 2   |
| 2010  | Cincinnati Reds      | NL   | 123    | 494  | 64  | 130  | 4   | 42  | .263 | 11  |
| 2011  | Cleveland Indians    | AL   | 91     | 324  | 35  | 79   | 4   | 38  | .244 | 6   |
| 2011  | San Francisco Giants | NL   | 39     | 126  | 4   | 28   | 1   | 13  | .222 | 2   |
| TOTAL |                      |      | 1985   | 7652 | 985 | 2055 | 123 | 854 | .272 | 216 |